# Glenea centroguttata
Glenea centroguttata é uma espécie de escaravelho da família Cerambycidae. Foi descrita por Léon Fairmaire em 1897. É conhecida a sua existência em Taiwan, China e Japão.